# L'Assaut (film, 2006)
Pour les articles homonymes, voir L'Assaut.
Pour plus de détails, voir Fiche technique et Distribution.
L'Assaut (titre original en portugais : 20,13) est un film portugais sorti en décembre 2006, réalisé par Joaquim Leitão. Il dure 108 minutes.

## Synopsis
L'action se passe dans un camp militaire au Mozambique (alors possession portugaise), pendant la guerre coloniale. Le capitaine Costa est secrètement amoureux d'un jeune et bel infirmier avec qui il entretient une liaison. Cette relation secrète et difficile à cacher aux yeux des autres militaires du camp. Le soir de Noël 1969, les insurgés mènent une action de guérilla contre le camp…

## Fiche technique
- Titre : L'Assaut
- Titre original : 20,13
- Réalisation : Joaquim Leitão
- Scénario : Tino Navarro, Luís Lopes et Joaquim Leitão
- Musique : António Emiliano
- Montage : Pedro Ribeiro
- Production : Tino Navarro
- Société de production : MGN Filmes
- Pays :  Portugal
- Genre : Drame, guerre
- Durée : 114 minutes
- Dates de sortie : 
  -  Portugal : 21 décembre 2006

## Distribution
- Marco d'Almeida : Alferes Gaio
- Adriano Carvalho : le capitaine Costa
- Carla Chambel :  Esperança
- Maya Booth :  Leonor
- Ivo Canelas : le docteur
- Nuno Nunes : l'aumônier militaire
- Pedro Varela : Viegas
- Quimbé : Cabo VCC